# Julian Doyle
Julian Doyle (* Juli 1942 in London) ist ein britischer Filmregisseur und Filmeditor.
Doyle ist seit 1971 im Filmgeschäft tätig. Mehrmals war er als Editor oder bei den Spezialeffekten bei Filmproduktionen der Monty-Python-Gruppe beteiligt. Unter anderem war er für den Filmschnitt oder Spezialeffekte bei Das Leben des Brian, Der Sinn des Lebens oder die Terry-Gilliam-Filme Time Bandits und Brazil verantwortlich.
1985 wurde er von Gilliam mit Kate Bush in Kontakt gebracht, als sie einen Regisseur für das von ihr und Gilliam als Kurzfilm konzipiertes Musikvideo mit Donald Sutherland als Regenmacher Wilhelm Reich zu dem Lied Cloudbusting suchte. 1988 führte er Regie bei dem Video zu dem Song Can I Play With Madness von Iron Maiden und 1990 bei A Gentleman's Excuse Me von Fish.
Zuletzt war er 1996 als Editor tätig, im Anschluss arbeitete er vor allem als Filmregisseur. So übernahm er bspw. bei den Spielfilmen Love Potion (1987) und Chemical Wedding (2008) die Regie.

## Filmografie (Auswahl)

### Kino
- 1975: Die Ritter der Kokosnuß (Monty Python and the Holy Grail) (Spezialeffekte)
- 1979: Das Leben des Brian (Monty Python’s Life of Brian) (Filmschnitt)
- 1981: Time Bandits (Filmschnitt)
- 1983: Der Sinn des Lebens (The Meaning of Life) (Filmschnitt)
- 1985: Brazil (Spezialeffekte)
- 1987: Love Potion (Regie)
- 1987: Schock-Therapie
- 1996: Sturm in den Weiden (The Wind in the Willows) (Spezialeffekte)
- 2008: Chemical Wedding (Regie)
- 2013: Twilight of the Gods (Regie)

### Musikvideo
- 1985: Kate Bush: Cloudbusting (Regie)
- 1988: Iron Maiden: Can I Play With Madness? (Regie)
- 1990: Fish: A Gentleman's Excuse Me (Regie)